# Грузия-фильм
«Грузия-фильм» (груз. ქართული ფილმი, «Картули пилми» ) — киноконцерн художественных и анимационных фильмов в Тбилиси.

## История
Киноконцерн основан в 1921 году как киносекция при Наркомпросе Грузинской ССР. В 1923—1938 годах — трест АО «Госкинпром Грузии» (Тифлисская киностудия).
В 1927-1931 г.г. по проекту арх. М. В. Бузоглы построены съемочные павильоны треста (киностудии) на пр. Плеханова (ныне - пр. Давида Агмашенебели), д. 162. 
В 1938—1953 годах — Тбилисская киностудия. В 1948—1952 годах Тбилисская киностудия была единственной в СССР, которая ежегодно выпускала по 2 — 4 фильма (остальные киностудии союзных республик выпускали меньше или вовсе ничего).
С 1953 года — киностудия «Грузия-фильм». С 1930 года, помимо игровых, производит мультипликационные фильмы. В 1958 году на базе сектора кинохроники к/с «Грузия-фильм» создана Грузинская студия хроникально-документальных и научно-популярных фильмов.

## Фильмография
- См: Список фильмов студии «Грузия-фильм»
- См: Список мультфильмов студии «Грузия-фильм»

## Реквизиты
Грузия, Тбилиси, 0159, ул. Ахметели, 10а. Председатель Совета Директоров Арчил Менагаришвили.